# Kokosolie
I koldpresset og uraffineret form er kokosolie en af de mest varmestabile planteolier og dermed en hensigtsmæssig olie til både stegning og bagning ved høje temperaturer. Dette skyldes, at den ikke ændrer molekylær sammensætning under opvarmning og derved ikke danner transfedtsyrer.
Palmin er raffineret, bleget kokosfedt, som blandt andet benyttes i kiksekage og til kogning af klejner.

## Sammensætning
- Flerumættet fedt ca 1%
- Enkeltumættet fedt ca 5 %
- Mættet fedt ca 94%
- Deraf lauric acid/laurinsyre ca 50 %

## Egenskaber
Kokosolien er fast ved almindelige temperaturer og flydende ved ca. 26 °C.